# Bob la Jocurile Olimpice de iarnă din 2022 - Patru (masculin)
Proba de bob patru masculin de la Jocurile Olimpice de iarnă din 2022 de la Beijing, China a avut loc în perioada 19-20 februarie 2022.

## Program
Orele sunt orele Chinei (ora României + 6 ore).
| Data         | Ora   | Runda                                     |
| ------------ | ----- | ----------------------------------------- |
| 19 februarie | 09:30 | Patru masculin Runda 1 și runda a 2-a     |
| 20 februarie | 09:30 | Patru masculin Runda a 3-a și runda a 4-a |

## Rezultate
| Loc | Nr. de concurs | Sportivi                                                             | Țară                       | Manșa 1  | Loc | Manșa 2 | Loc | Manșa 3 | Loc | Manșa 4 | Loc | Total   | Diferență |
| --- | -------------- | -------------------------------------------------------------------- | -------------------------- | -------- | --- | ------- | --- | ------- | --- | ------- | --- | ------- | --------- |
| 1   | 4              | Francesco Friedrich Thorsten Margis Candy Bauer Alexander Schüller   | Germania                   | 58,29    | 2   | 58,71   | 1   | 58,17   | 1   | 59,13   | 1   | 3:54,30 | —         |
| 2   | 6              | Johannes Lochner Florian Bauer Christopher Weber Christian Rasp      | Germania                   | 58,13 TR | 1   | 58,90   | 3   | 58,34   | 2   | 59,30   | 5   | 3:54,67 | +0,37     |
| 3   | 5              | Justin Kripps Ryan Sommer Cam Stones Ben Coakwell                    | Canada                     | 58,38    | 3   | 59,00   | 5   | 58,44   | 5   | 59,27   | 3   | 3:55,09 | +0,79     |
| 4   | 12             | Christoph Hafer Michael Salzer Matthias Sommer Tobias Schneider      | Germania                   | 58,60    | 5   | 58,95   | 4   | 58,35   | 3   | 59,25   | 2   | 3:55,15 | +0,85     |
| 5   | 9              | Oskars Ķibermanis Dāvis Spriņģis Matīss Miknis Edgars Nemme          | Letonia                    | 58,70    | 7   | 58,86   | 2   | 58,41   | 4   | 59,30   | 5   | 3:55,27 | +0,97     |
| 6   | 8              | Brad Hall Taylor Lawrence Nick Gleeson Greg Cackett                  | Marea Britanie             | 58,60    | 5   | 59,09   | 6   | 58,65   | 6   | 59,38   | 7   | 3:55,72 | +1,42     |
| 7   | 7              | Rostislav Gaitiukevich Mikhail Mordasov Pavel Travkin Aleksei Laptev | COR                        | 58,54    | 4   | 59,24   | 8   | 58,81   | 7   | 59,56   | 14  | 3:56,15 | +1,85     |
| 8   | 14             | Maxim Andrianov Alexey Zaitsev Vladislav Zharovtsev Dmitrii Lopin    | COR                        | 58,82    | 9   | 59,30   | 9   | 59,03   | 9   | 59,40   | 8   | 3:56,55 | +2,25     |
| 9   | 15             | Christopher Spring Cody Sorensen Sam Giguère Mike Evelyn             | Canada                     | 59,10    | 12  | 59,33   | 10  | 59,10   | 10  | 59,46   | 11  | 3:56,99 | +2,69     |
| 10  | 13             | Hunter Church Joshua Williamson Kristopher Horn Charlie Volker       | Statele Unite ale Americii | 58,91    | 11  | 59,70   | 19  | 58,96   | 8   | 59,49   | 13  | 3:57,06 | +2,76     |
| 11  | 11             | Michael Vogt Luca Rolli Cyril Bieri Sandro Michel                    | Elveția                    | 59,23    | 13  | 59,22   | 7   | 59,18   | 12  | 59,44   | 9   | 3:57,07 | +2,77     |
| 12  | 10             | Benjamin Maier Sascha Stepan Markus Sammer Kristian Huber            | Austria                    | 58,76    | 8   | 59,46   | 11  | 59,17   | 11  | 1:00,10 | 20  | 3:57,49 | +3,19     |
| 13  | 2              | Mihai Tentea Raul Dobre Ciprian Daroczi Cristian Radu                | România                    | 58,87    | 10  | 59,55   | 13  | 59,30   | 14  | 59,93   | 18  | 3:57,65 | +3.35     |
| 13  | 17             | Frank Del Duca Carlo Valdes James Reed Hakeem Abdul-Saboor           | Statele Unite ale Americii | 59,26    | 14  | 59,56   | 15  | 59,39   | 17  | 59,44   | 9   | 3:57,65 | +3,35     |
| 15  | 3              | Patrick Baumgartner Eric Fantazzini Alex Verginer Lorenzo Bilotti    | Italia                     | 59.36    | 17  | 59.72   | 20  | 59.34   | 15  | 59.28   | 4   | 3:57.70 | +3,40     |
| 16  | 25             | Sun Kaizhi Wu Qingze Wu Zhitao Zhen Heng                             | China                      | 59,38    | 18  | 59,65   | 18  | 59,47   | 19  | 59,47   | 12  | 3:57,97 | +3,.67    |
| 17  | 27             | Li Chunjian Ding Song Ye Jielong Shi Hao                             | China                      | 59,31    | 16  | 59,55   | 13  | 59,46   | 18  | 59,66   | 17  | 3:57,98 | +3,68     |
| 18  | 20             | Won Yun-jong Kim Jin-su Jung Hyun-woo Kim Dong-hyun                  | Coreea de Sud              | 59,45    | 19  | 59,60   | 16  | 59,38   | 16  | 59,59   | 15  | 3:58,02 | +3,72     |
| 19  | 18             | Romain Heinrich Lionel Lefebvre Dorian Hauterville Jérôme Laporal    | Franța                     | 59,29    | 15  | 59,53   | 12  | 59,29   | 13  | 1:00,06 | 19  | 3:58,17 | +3,87     |
| 20  | 1              | Edson Bindilatti Rafael da Silva Erick Jeronimo Edson Martins        | Brazilia                   | 59.49    | 20  | 59.60   | 16  | 59.78   | 23  | 59,61   | 16  | 3:58,48 | +4,18     |
| 21  | 21             | Dominik Dvořák Jan Šindelář Jakub Nosek Dominik Záleský              | Cehia                      | 59,71    | 23  | 59,80   | 21  | 59,65   | 22  | N/A     | N/A | 2:59,16 | N/A       |
| 22  | 22             | Markus Treichl Markus Glueck Sebastian Mitterer Robert Eckschlager   | Austria                    | 59,53    | 21  | 1:00,07 | 24  | 59,59   | 21  | N/A     | N/A | 2:59,19 | N/A       |
| 23  | 16             | Taylor Austin Daniel Sunderland Chris Patrician Jacob Dearborn       | Canada                     | 59,67    | 22  | 59.,1   | 22  | 59,79   | 24  | N/A     | N/A | 2:59,27 | N/A       |
| 24  | 19             | Simon Friedli Adrian Fassler Fabio Badraun Andreas Haas              | Elveția                    | 59,71    | 23  | 1:00,01 | 23  | 59,57   | 20  | N/A     | N/A | 2:59,29 | N/A       |
| 25  | 24             | Suk Young-jin Kim Hyeong-geun Kim Tae-yang Shin Ye-chan              | Coreea de Sud              | 59,74    | 25  | 1:00,31 | 26  | 59,91   | 25  | N/A     | N/A | 2:59,96 | N/A       |
| 26  | 23             | Ivo de Bruin Jelen Franjic Janko Franjic Dennis Veenker              | Olanda                     | 59,85    | 26  | 1:00,07 | 24  | 1:00,08 | 27  | N/A     | N/A | 3:00,00 | N/A       |
| 27  | 28             | Mattia Variola Robert Mircea Alex Pagnini Delmas Obou                | Italia                     | 1:00,25  | 27  | 1:00,33 | 27  | 1:00,07 | 26  | N/A     | N/A | 3:00,65 | N/A       |
| 28  | 26             | Shanwayne Stephens Ashley Watson Rolando Reid Matthew Wekpe          | Jamaica                    | 1:00.80  | 28  | 1:01.39 | 28  | 1:01.23 | 28  | N/A     | N/A | 3:03.42 | N/A       |